# Diocese da Santíssima Trindade, em Almati
A Diocese da Santíssima Trindade, em Almati (em latim: Diœcesis Sanctissimae Trinitatis in Almata) é uma diocese localizada em Almati na Arquidiocese de Maria Santíssima, em Astana, no Cazaquistão.

## História
- 7 de julho de 1999: Foi estabelecida como Administração Apostólica de Almati
- 17 de maio de 2003: Promovida a diocese.

## Prelados
|                          | Nome                              | Período   | Notas                    |
| Bispos                   | Bispos                            | Bispos    | Bispos                   |
| ------------------------ | --------------------------------- | --------- | ------------------------ |
| 2º                       | José Luis Mumbiela Sierra         | 2011–     | Atual                    |
| 1º                       | Henry Theophilus Howaniec, O.F.M. | 2003–2011 |                          |
| Administrador apostólico |                                   |           |                          |
|                          | Henry Theophilus Howaniec, O.F.M. | 1999–2003 | Nomeado Bispo diocesano. |